# Válvula aórtica
La válvula aórtica es una válvula del corazón humano situada entre el ventrículo izquierdo y el origen de la arteria aorta. Es una de las dos válvulas semilunares del corazón, la otra es la válvula pulmonar. Tiene la función de evitar el reflujo de sangre desde la aorta hacia el ventrículo izquierdo, se abre cuando el ventriculo izquierdo se contrae y se cierra cuando el ventrículo izquierdo se relaja. La válvula aórtica normalmente tiene tres valvas, en el 1-2% de la población existe una anomalía congénita y solamente cuenta con dos valvas. Las principales alteraciones en la función de la válvula aórtica son la estenosis aórtica y la insuficiencia aórtica.

## Estructura
La válvula aórtica normalmente tiene tres valvas o cúspides de forma semilunar. Suelen llamarse cúspide coronaria izquierda, cúspide coronaria derecha y cúspide no coronaria. Cada valva está separada de la vecina por una comisura.
Desde el punto de vista anatómico, cada valva puede dividirse en varias regiones, el borde libre en cuyo centro existe una zona engrosada que se denomina nódulo de Arancio, el cuerpo de la valva y la región de inserción. En el espacio comprendido entre cada una de las tres valvas y la pared arterial se forma una pequeña cavidad con forma de saco que se llama seno aórtico o seno de Valsalva, en dos de estos senos se encuentra el origen de las arterias coronarias. La unión sinotubular es el punto en la aorta ascendente donde terminan los senos aórticos y la aorta se convierte en una estructura tubular. 

La válvula aórtica está situada detrás de la válvula pulmonar, en la enfermedad congénita llamada transposición de los grandes vasos, la situación  de estas dos válvulas se invierten, la válvula anterior es la válvula aórtica.

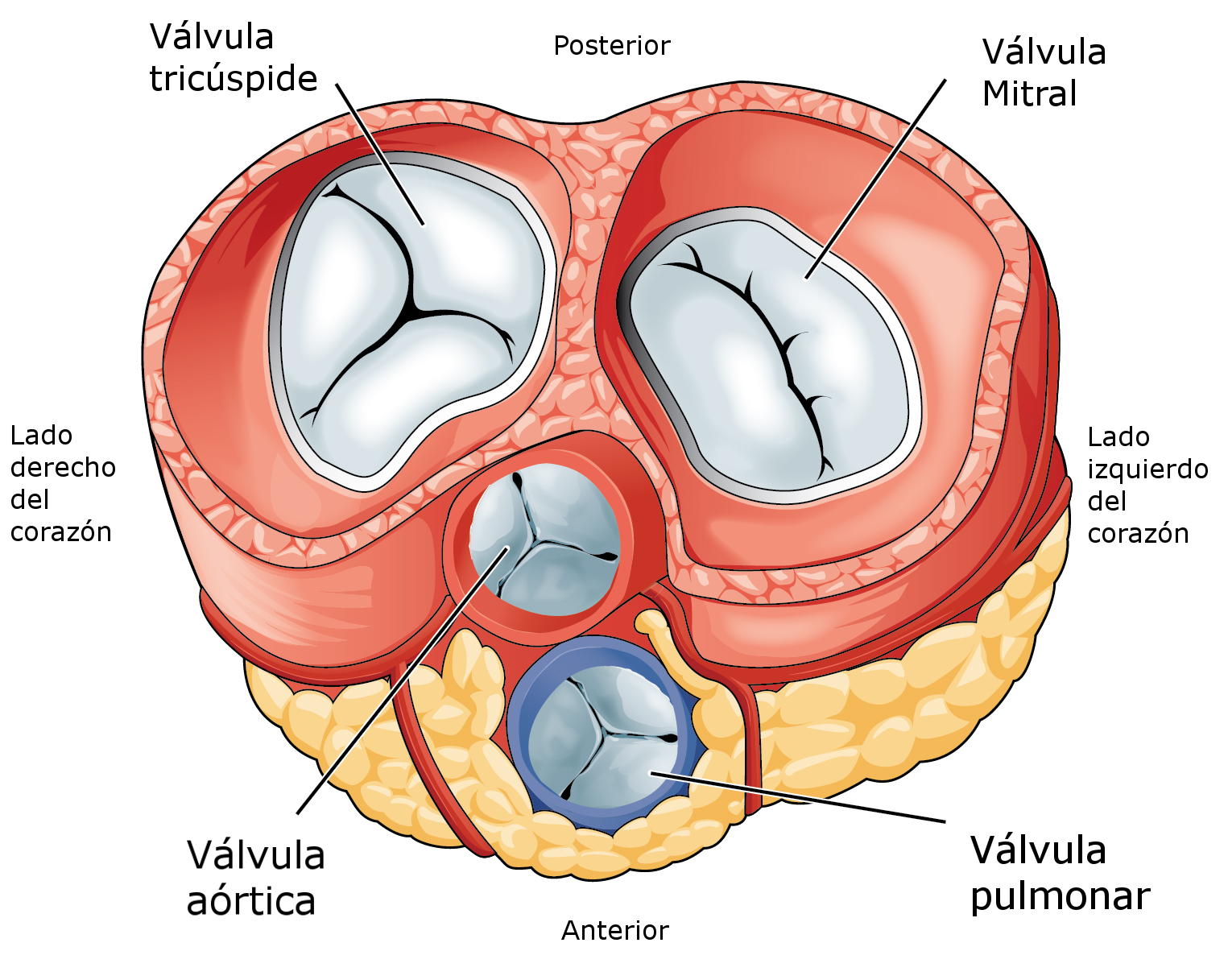
Válvulas del corazón vistas desde arriba. Disposición de la válvula aórtica posterior a la válvula pulmonar. Aurícula izquierda, mostrando las dos valvas de la válvula mitral. Aurícula derecha, mostrando las tres valvas de la válvula tricúspide.

## Función

Videoclip de la válvula aórtica en un corazón de cerdo vivo y palpitante.

Cuando el ventrículo izquierdo se contrae (sístole), la presión aumenta en el ventrículo izquierdo. Cuando la presión en el ventrículo izquierdo se eleva por encima de la presión en la aorta, la válvula aórtica se abre, permitiendo que la sangre salga del ventrículo izquierdo hacia la aorta. Cuando la sístole ventricular termina, la presión en el ventrículo izquierdo baja rápidamente. Cuando la presión en el ventrículo izquierdo disminuye la válvula aórtica se cierra. El cierre de la válvula aórtica contribuye al componente A2 del segundo sonido cardíaco (S2).

## Patología

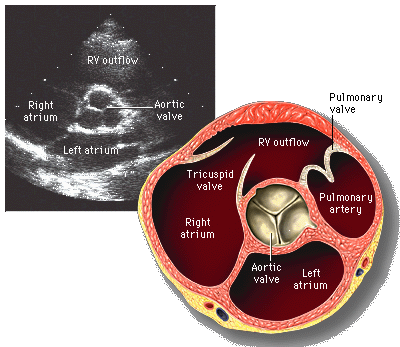
Válvula aórtica en ecografía

El mal funcionamiento de la válvula puede causar hipertrofia del ventrículo izquierdo e insuficiencia cardíaca que puede iniciarse con síntomas inespecíficos, entre ellos cansancio y  sensación de falta de aire cuando se realizan esfuerzos. Las causas de alteraciones valvulares son diversas, pueden ser congénitas, causadas por fiebre reumática previa, o infecciónes como endocarditis infecciosa, calcificación degenerativa, o asociadas a síndromes, por ejemplo el síndrome de Marfan.
La anormalidad congénita más común es la válvula aórtica bicúspide que se produce por la fusión de dos valvas y afecta a entre el 1 y el 2 % de la población. Entre las anomalías adquiridas, en el pasado era muy frecuente la afectación valvular por fiebre reumática, pero en el siglo XXI casi ha desaparecido en los países desarrollados, provoca después de muchos años de evolución fusión de las valvas con fibrosis y calcificación que origina un orificio valvular reducido e incompetente. Los procesos degenerativos son los que causan en la actualidad la mayor parte de las alteraciones de la válvula aórtica y su incidencia tiende a incrementarse por el aumento de la esperanza de vida y el envejecimiento de la población, suelen producirse por depósito de calcio en la base de las valvas que acaba por originar disminución del diámetro del orificio. Un proceso poco habitual es la endocarditis infecciosa que se produce por la llegada de gérmenes al corazón que colonizan el endocardio y especialmente el área de las válvulas cardíacas, que pueden resultar dañadas, sobre la estructura valvular se forman vegetaciones que se desprenden con facilidad y causan embolias al migrar por el torrente sanguíneo.
Todas estas alteraciones hacen que o bien se produzca un estrechamiento del área valvular con dificultad para el flujo de salida (estenosis aórtica) o bien un cierre incompleto que provoca reflujo de la sangre desde la aorta hacia el ventrículo izquierdo (insuficiencia aórtica).

### Insuficiencia
Consiste en la incapacidad de las valvas que forman la válvula para lograr el cierre hermético de la aorta, lo que ocasiona que durante la diástole ventricular se produzca reflujo de sangre desde la raíz aórtica al ventrículo izquierdo. Este fenómeno provoca un aumento del volumen y la presión en el ventrículo izquierdo al final de la diástole. 
La pérdida brusca de la función de la válvula aórtica causa una insuficiencia aórtica aguda. La insuficiencia aórtica aguda da lugar a fallo cardiaco fulminante con dolor torácico y disnea.
El lento empeoramiento de la insuficiencia aórtica da lugar a una insuficiencia aórtica crónica que permite al corazón compensarla, esta compensación se produce a través de la hipertrofia del ventrículo izquierdo. El paciente puede permanecer sin síntomas o con síntomas leves durante un largo período de tiempo.

### Estenosis
La estenosis aórtica se caracterizada por el estrechamiento anormal del orificio de la válvula aórtica, lo cual dificulta el paso de la sangre y da lugar a mayores velocidades de flujo a través de la válvula, mayores gradientes de presión y en consecuencia hipertrofia del ventrículo izquierdo como compensación. La reducción del orificio valvular puede ser congénita o adquirida, está última secundaria a fiebre reumática o calcificación.

## Reparación de la válvula aórtica
La reparación o reconstrucción de la válvula aórtica se refiere a la reconstrucción tanto de la forma como de la función de la válvula aórtica nativa y disfuncional. Se aplica frecuentemente para el tratamiento de la insuficiencia aórtica, o con menor frecuencia para la estenosis aórtica congénita.

## Reemplazo de la válvula aórtica
La sustitución de la válvula aórtica se hace reemplazando la válvula nativa por una prótesis. Tradicionalmente, este ha sido un procedimiento quirúrgico (AVR o SAVR quirúrgico, por sus siglas en inglés) pero existe una opción no quirúrgica llamada reemplazo de la válvula aórtica transcatéter (TAVR) que repone una válvula protésica a través de un catéter.
Hay dos tipos básicos de válvula cardíaca artificial: mecánica y biológica.
- Las válvulas mecánicas pueden estar fabricadas de varios materiales, generalmente tienen un núcleo de titanio y/o grafito recubierto por carbón pirolítico. Las válvulas mecánicas requieren una medicación anticoagulante de por vida para evitar la formación de coágulos de sangre en las válvulas que pueden provocar una embolia. Estas válvulas tienden a colocarse más frecuentemente en los individuos más jóvenes, ya que suelen durar más que las válvulas biológicas.
- Las válvulas cardíacas biológicas proceden de tejidos animales, generalmente están hechas de válvula aórtica porcina. El tejido se trata previamente mediante la eliminación de antígenos para evitar el rechazo y prevenir la calcificación.

## Evaluación
La evaluación del funcionamiento de la válvula aórtica puede hacerse de varias formas. La auscultación con un estetoscopio es rápida y fácil. La ecocardiografía transtorácica es una de las pruebas más útiles,  puede cuantificar el grado de estenosis e insuficiencia y es posible determinar el grado de disfunción de la válvula. Otras pruebas menos empleadas son la ecocardiografía transesofágica, la resonancia magnética nuclear y la Tomografía axial computarizada.
La cuantificación de la velocidad máxima a través de la válvula, y el área de apertura, la existencia de calcificación, la morfología (tricúspide, bicúspide, unicúspide) y el tamaño de la válvula (anular, senos, unión sinotubular) son parámetros comunes al evaluar la válvula aórtica.
En ocasiones se realiza un cateterismo cardíaco en el que es posible medir simultáneamente la presión en el ventrículo izquierdo y en la aorta.

## Galerías

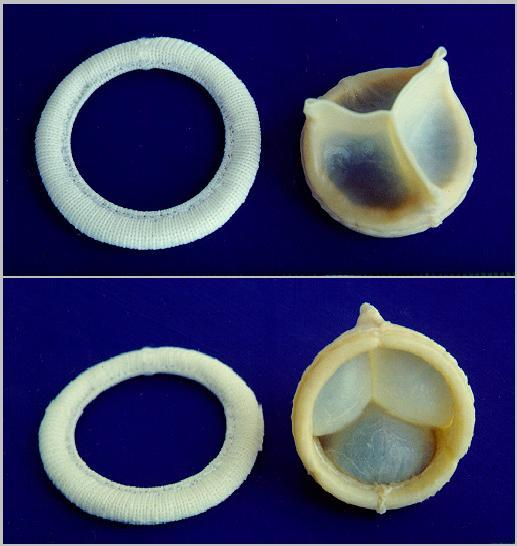
Prótesis de válvula cardíaca.
Tórax, pulmones en color púrpura, pleura color azul, y corazón con contorno rojo."Bicúspide", "Tricúspide", "Aórtica", y "Pulmonar".
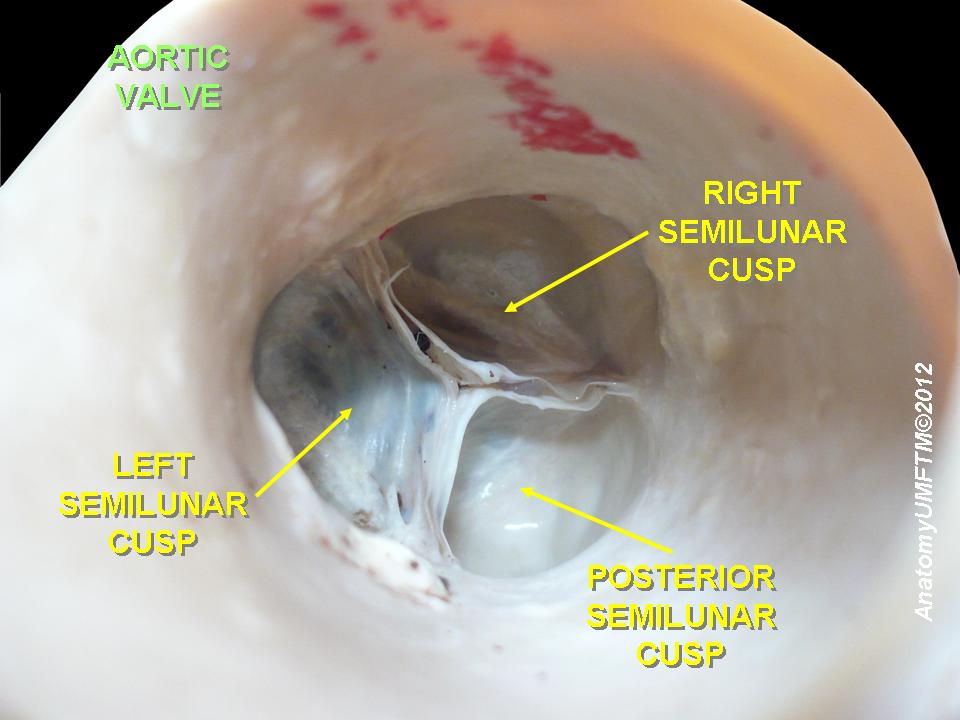
Válvula aórtica